# Farah (Uttar Pradesh)
Farah är en ort i Indien.   Den ligger i distriktet Mathura och delstaten Uttar Pradesh, i den centrala delen av landet, 160 km söder om huvudstaden New Delhi. Farah ligger 179 meter över havet och antalet invånare är 9 236.
Terrängen runt Farah är mycket platt. Runt Farah är det tätbefolkat, med 613 invånare per kvadratkilometer. Närmaste större samhälle är Achhnera, 15,8 km söder om Farah. Trakten runt Farah består till största delen av jordbruksmark.